# 阿拉奧
阿拉奧（英語：Alao）是位於美屬薩摩亞圖圖伊拉島狹窄東海岸的一個村莊。它位於靠近該島最東端的地方，就在奧努烏島的北部。阿勞有白色沙灘，是美屬薩摩亞最古老的定居點之一。它位於美屬薩摩亞維法努奧縣。
根據2010年所作的人口普查數據顯示，其居住人口為495人。